# Municipio de Whiting (Kansas)
El municipio de Whiting (en inglés: Whiting Township) es un municipio ubicado en el condado de Jackson en el estado estadounidense de Kansas. En el año 2010 tenía una población de 336 habitantes y una densidad poblacional de 3,61 personas por km².

## Geografía
El municipio de Whiting se encuentra ubicado en las coordenadas 39°36′23″N 95°36′59″O / 39.60639, -95.61639. Según la Oficina del Censo de los Estados Unidos, el municipio tiene una superficie total de 93.18 km², de la cual 93,09 km² corresponden a tierra firme y (0,09 %) 0,09 km² es agua.

## Demografía
Según el censo de 2010, había 336 personas residiendo en el municipio de Whiting. La densidad de población era de 3,61 hab./km². De los 336 habitantes, el municipio de Whiting estaba compuesto por el 92,26 % blancos, el 1,79 % eran afroamericanos, el 1,79 % eran amerindios y el 4,17 % eran de una mezcla de razas. Del total de la población el 0 % eran hispanos o latinos de cualquier raza.